# ژنرال گومو
ژنرال کومو(هانجا: 高武)(هانگول: 고무)، از خانواده سلطنتی گوگوریو و پسر دوم پادشاه میچئون و ملکه ژو و همچنین برادر امپراتور گوگوگوان بود.

## تاریخچه
گومو، برادر کوچکتر امپراتور گوگوگوان(سایو)، درخواست بازگشت گروگان ها را از یان کرد و فقط جسد شاه میچئون را دریافت کرد. 

## خانواده
- پدر : امپراتور میچئون
- مادر ملکه ژو

## تصویرسازی مدرن
- 《 شاه گون‌چوگو 》 ( KBS ، ۲۰۱۰-۲۰۱۱ ، بازیگر: کیم کوانگ-یونگ ۲۰۱۱)
- «گوانگ‌گه‌تو فاتح بزرگ» ( KBS ، ۲۰۱۱ تا ۲۰۱۲ ، بازیگر: کیم جین ته )